# Tania Vicent
Tania Vicent (n. 13 ianuarie 1976, Laval, provincia Québec, Canada) este o sportivă ce a reprezentat Canada, medaliată olimpică. A participat la 4 ediții ale Jocurilor Olimpice (1998, 2002, 2006, 2010) în care a câștigat două medalii de argint și două medalii de bronz.